# Mușătești
Mușătești is een Roemeense gemeente in het district Argeș.
Mușătești telt 4022 inwoners.